# Glympis historialis
Glympis historialis är en fjärilsart som beskrevs av Augustus Radcliffe Grote 1882. Glympis historialis ingår i släktet Glympis och familjen nattflyn. Inga underarter finns listade i Catalogue of Life.